# محطة قطار وادي الداموس
محطة وادي الداموس هي محطة سكة حديدية جزائرية تقع في بلدية وادي الكبريت، ولاية سوق أهراس.

## الموقع في السكك الحديدية
تقع المحطة في بلدة واد الداموس، شمال بلدية واد الكبريت، على الخط الممتد من عنابة إلى جبل العنق. تسبقها محطة مداوروش وتتبعها محطة وادي الكبريت.

## التاريخ
في 2025، أطلقت الوكالة الوطنية للدراسات ومتابعة إنجاز الاستثمارات في السكك الحديدية برنامجا لإعادة تأهيل وعصرنة المحطة.

## خدمة الركاب

### خدمة
تخدم محطة وادي الداموس القطارات الإقليمية على خط عنابة - تبسة.

## روابط خارجية
- الموقع الرسمي للشركة الوطنية للنقل بالسكك الحديدية